# Dottor Korczak
Dottor Korczak è un film del 1990 diretto da Andrzej Wajda, basato sulla vera storia di Janusz Korczak, pedagogo e scrittore polacco, vittima dell'olocausto nazista. La sceneggiatura è stata scritta da Agnieszka Holland.
Il film fu presentato fuori concorso al 43º Festival di Cannes.

## Trama
Janusz Korczak, direttore del principale orfanotrofio ebraico a Varsavia, è costretto a trasferirsi con i suoi bambini all'interno del ghetto di Varsavia. Man mano che la situazione peggiora, diventa sempre più difficile per lui nutrire i bambini. Quando le voci su cosa significhi veramente "deportazione" vengono alla luce, Korczak ignora numerosi inviti a fuggire, giura di stare al fianco dei suoi "200 figli". Con loro sale sul treno che li porterà alla morte al campo di sterminio di Treblinka.